# Robyn Ebbern
Robyn Ebbern épouse Vincenzi (née le 2 juillet 1944) est une joueuse de tennis australienne des années 1960.
En 1963, associée à sa compatriote Margaret Smith Court, elle a atteint les quatre finales des tournois du Grand Chelem en double dames, remportant les Internationaux d'Australie et l'US Women's National Championship.